# Snow Cake
Snow Cake is een door Marc Evans geregisseerde film uit 2006, waarin Sigourney Weaver, Alan Rickman, Carrie-Anne Moss en Callum Keith Rennie de hoofdrollen spelen.